# Eugenio Perolini
Eugenio Perolini (Alzano Lombardo, 1829 – Sondrio, 1907) was een Italiaans componist, dirigent en organist.

## Levensloop
Perolini's vader Giovanni was een bekend organist. Dit beroep is in deze familie vanaf 1730 te volgen. Eugenio Perolini was organist aan de kerk van de academie in Salò in de provincie Brescia. Later werd hij organist van de kerk van de academie in Morbegno en was tegelijkertijd organist van de kerk in Sondrio. Hij was als vakbekwame organist en uitstekende improvisator bekend, maar ook als componist, die in staat was om alle luisteraars tevreden te stellen. Interessant is nog aan te merken, dat bij de sondering van de kandidaten als organist aan de kerken van de academiën in Saló en Morbegno op Perolini de keuze viel en niet op Pietro Bossi (1834-1896), de vader van de bekende organist en componist Marco Enrico Bossi (1861-1925). 
Perolini was niet uitsluitend organist, maar ook dirigent van kerkkoren en van verschillende banda's in de omgeving van zijn werkplaats. Zo componeerde hij niet uitsluitend kerkmuziek, maar ook werken voor banda's.